# Bergsunds Mekaniska Verkstads

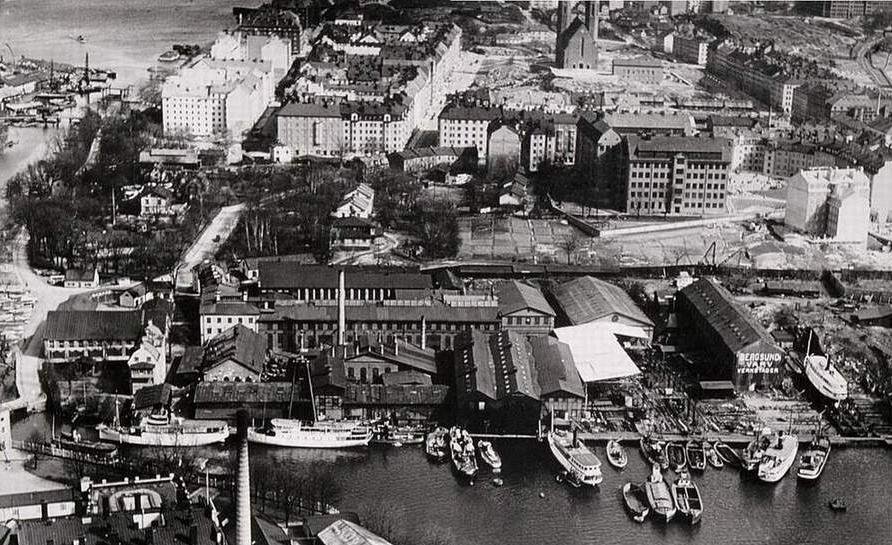
Bergsunds Mekaniska Verkstad dans les années 1920.

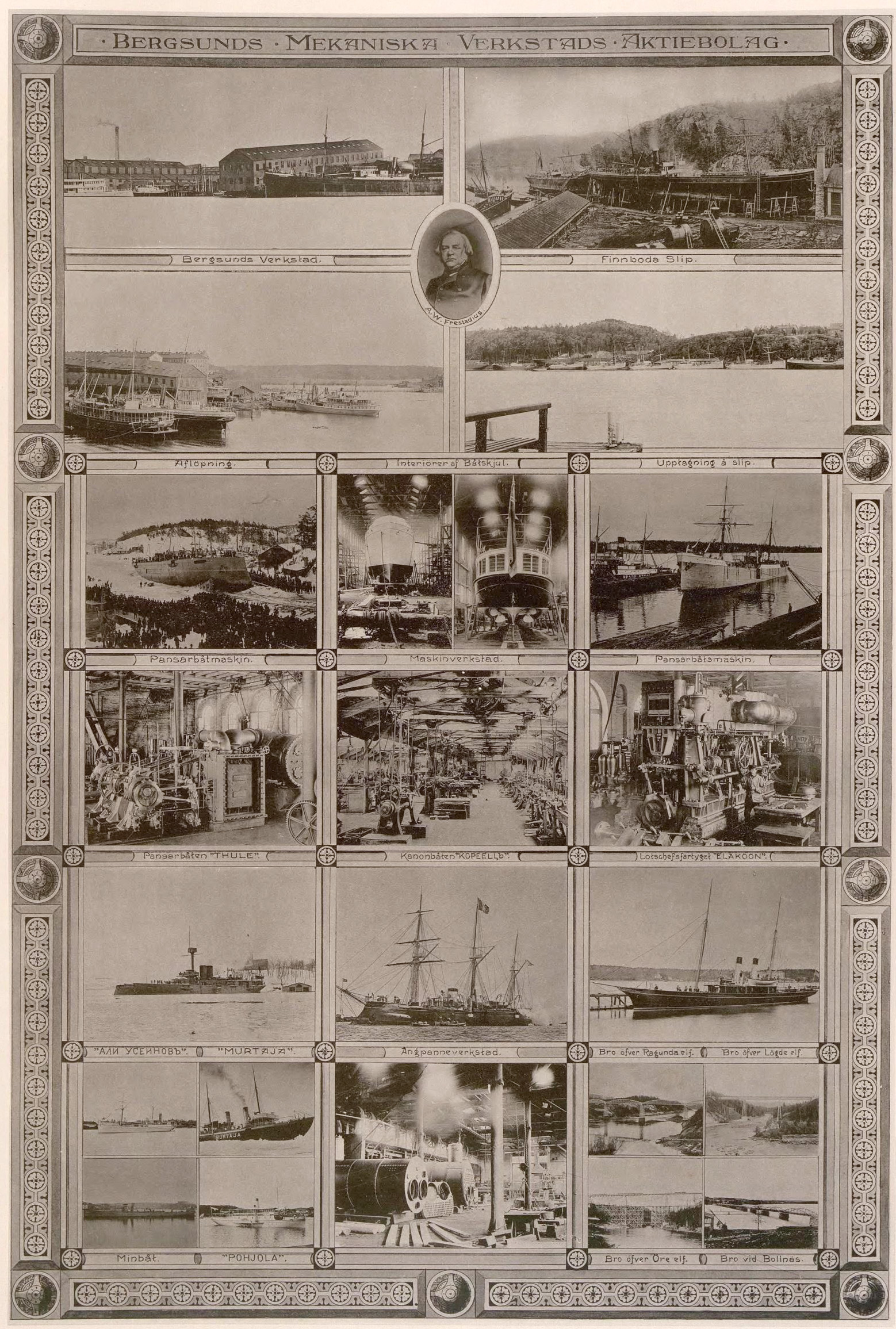
Bergsunds présentés dans des œuvres picturales vers 1900

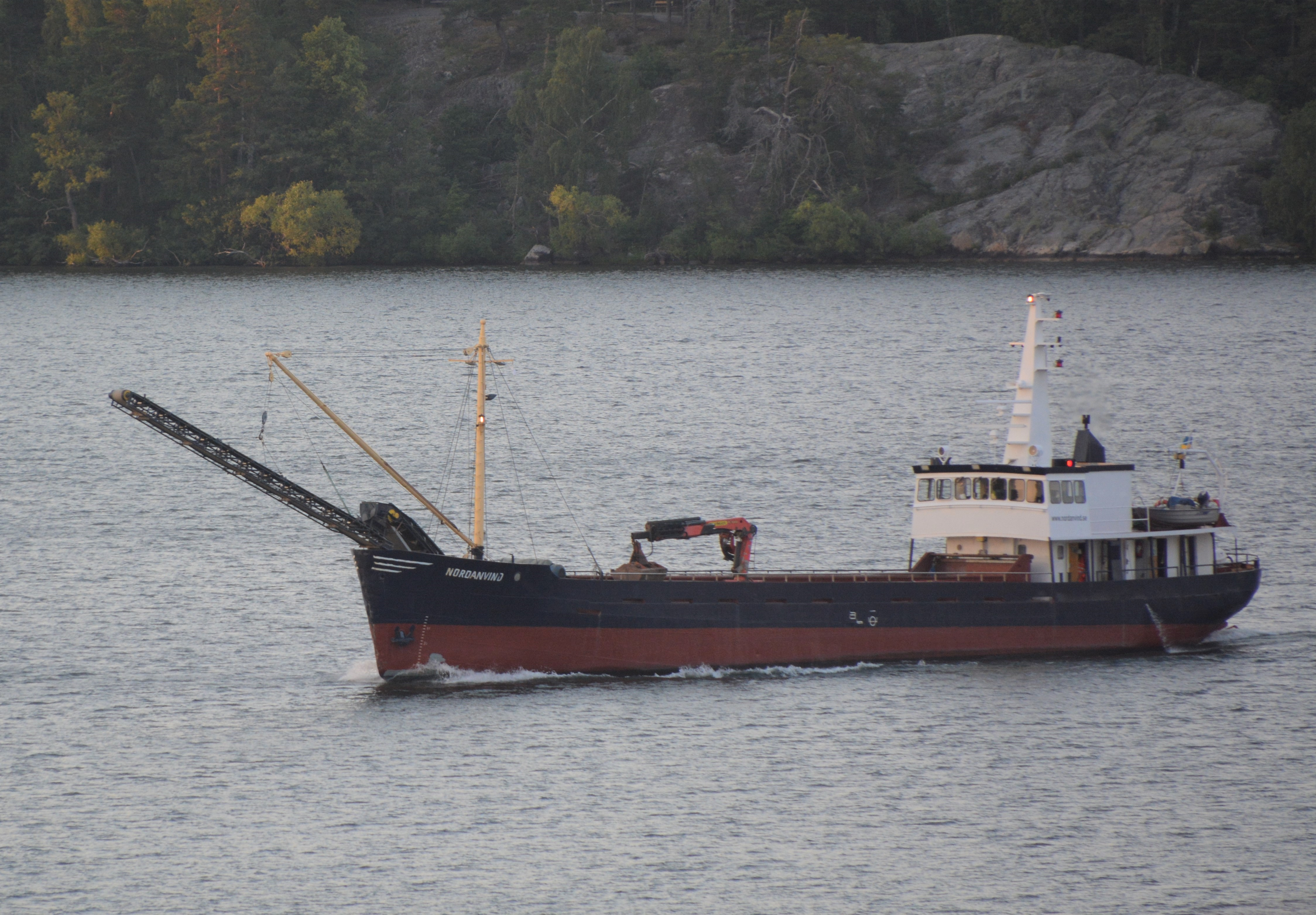
Le M/S Nordanvind, construit en 1894

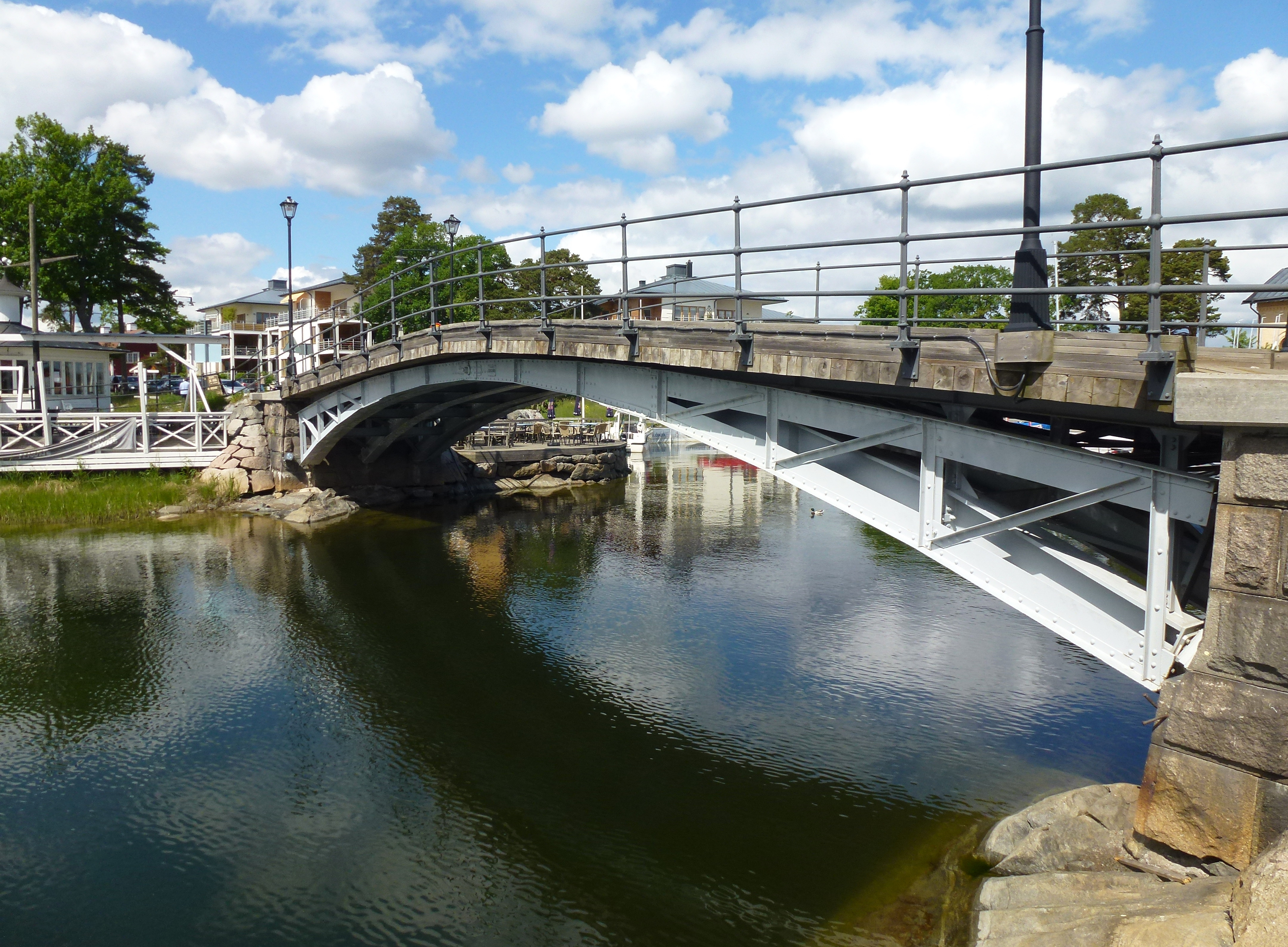
Le pont de Restaurangholmen à Saltsjöbaden (1892)

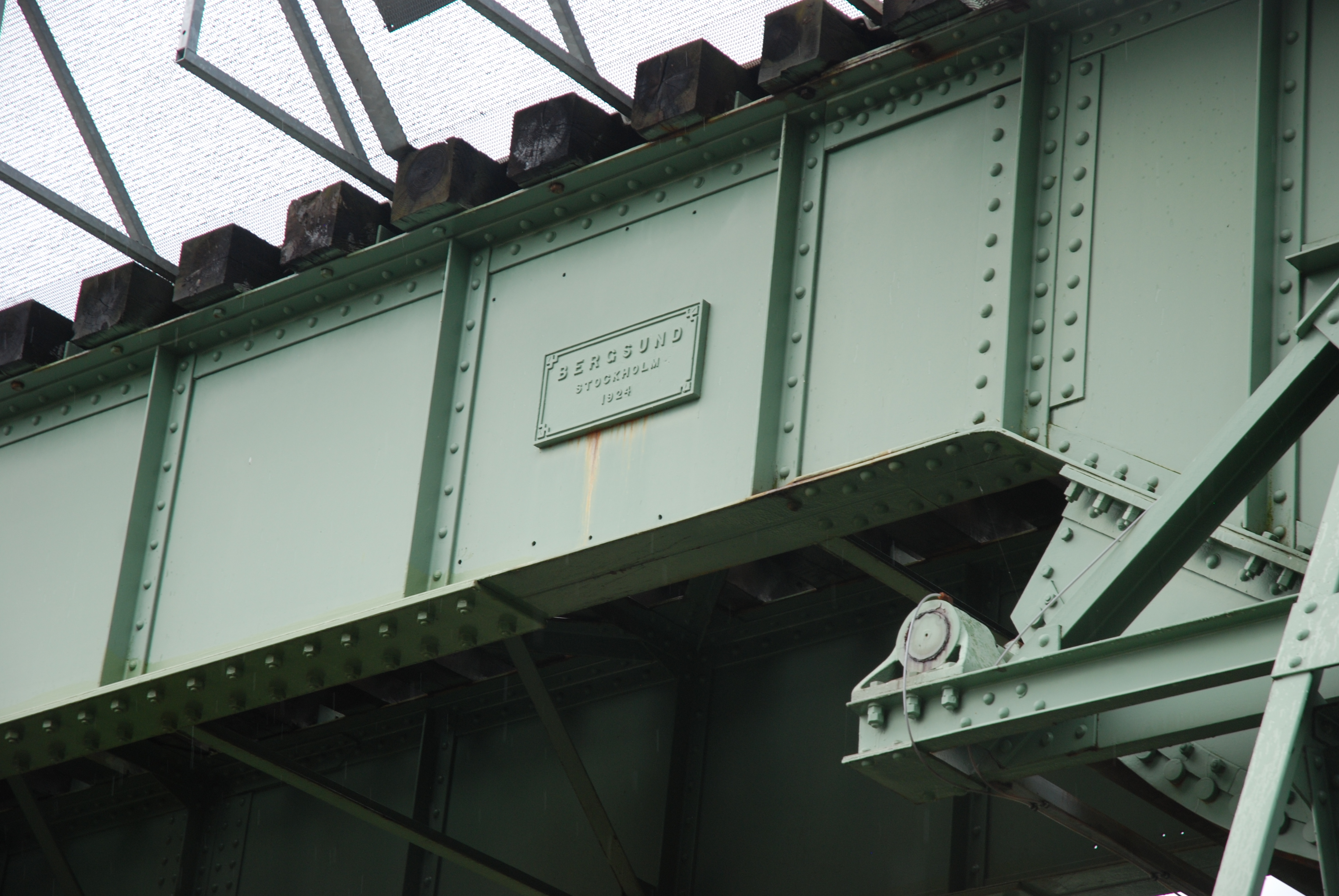
Le pont ferroviaire de l’aqueduc de Håverud, fabriqué par Bergsund en 1924

Bergsunds Mekaniska Verkstads AB était une ancienne entreprise suédoise d’ingénierie et de construction navale située à Liljeholmsvik à Bergsund, à l’extrémité ouest de Södermalm à Stockholm.

## Historique
La société a été fondée en 1769 par l’immigrant écossais Thomas Lewis en tant que fonderie de fer selon le modèle britannique et a prospéré rapidement. L’entreprise s’est agrandie au cours des 18e et 19e siècles avec de nouveaux ateliers. En 1807, le nouveau propriétaire en 1807 était Gustaf Daniel Wilcke. Sous la direction du contremaître de l’époque, Samuel Owen, l’entreprise construisit la première machine à vapeur conçue en Suède.
Dans les années 1840, O. Telander et A. P. L. Hamari ont acheté l’exploitation et l’ont agrandie en un chantier naval en construisant une cale de halage. Anton Wilhelm Frestadius a acheté l’atelier en 1858 et il s’est fortement développé pendant son temps. En 1860, Bergsunds employait 525 ouvriers et était le plus grand chantier naval de Stockholm. Deux ans plus tard, le grossiste A.V. Frestadius achète l’entreprise. Trois ans après la mort de Frestadius, en 1867, la société a été convertie en Bergsunds mekaniska verkstads aktiebolag avec un capital de 700 000 SEK.
Pendant le mandat de Carl August Lindvall en tant que directeur (1875-1890), il y avait un haut niveau d’expertise dans l’industrie du transport maritime et en cinquante ans à partir de 1858, le chantier naval a construit près de 200 navires à vapeur. Afin de construire des navires plus grands que ne le permettait l’écluse de Nils Ericson à Stockholm, la branche Finnboda Slip (plus tard chantier naval Finnboda) a été construite à Saltsjön dans la paroisse de Nacka dans les années 1870. Là, l’ingénieur Kurt von Schmalensée en devient directeur jusqu’en 1916. Il prend également la direction de Bergsunds entre 1905 et 1916.
Initialement, l’usine n’était destinée qu’à des réparations, mais bientôt Bergsunds a reçu des commandes de construction de l’étranger, en particulier de la Russie, et a agrandi l’usine en conséquence. Le premier navire construit là-bas fut le cargo à vapeur Talmud pour Ludwig Nobel à Saint-Pétersbourg en 1882. Dans les années qui ont précédé le tournant du siècle, le chantier naval est devenu l’un des plus grands de Suède, dépassé seulement par le Götaverken à Göteborg. Pour la marine royale suédoise, Bergsunds a construit les cuirassés HMS Thule (1893) et HMS Oden (1896) dans les années 1890 et le seul croiseur cuirassé de la flotte suédoise, le HMS Fylgia en 1905-1906.
En plus de l’activité de la construction navale et de la réparation navale, la production de ponts en fonte était une branche importante des activités de l’entreprise au cours de ces années. En 1905, Bergsunds avait construit un total de 762 ponts ferroviaires et routiers. Jusqu’au tournant du siècle, la grande majorité des ponts ferroviaires de l’État suédois étaient fabriqués à Bergsunds. Au début du XXe siècle, des investissements ont également été réalisés pour la production de moteurs à combustion et explosion.
Après des années de succès financier au tournant du siècle, la société a commencé à avoir des problèmes de rentabilité après le début de la Première Guerre mondiale, en raison des graves perturbations du commerce et du trafic maritime. En 1916, le chantier naval Finnboda a été vendu à Stockholms Rederi AB Svea.
Bergsunds a dû déposer le bilan en 1924, a été exploité après une restructuration jusqu’en 1929, mais a ensuite été liquidé. Les installations de production ont été démolies et ont fait place à des bâtiments résidentiels.